# Corps expéditionnaire français en Italie
Il corpo di spedizione francese in Italia (in lingua francese corps expéditionnaire français en Italie, abbreviato  CEF) fu un contingente militare dell'esercito francese, composto in maggioranza da truppe dell'Armée d'Afrique di nazionalità marocchina e algerina, organizzato dalla Francia libera per partecipare, durante la seconda guerra mondiale, alla campagna d'Italia; il suo comandante fu il generale Alphonse Juin. Prese parte a diversi scontri, come la battaglia di Montecassino, e i combattimenti all'ingresso della Toscana, sulle linee del Trasimeno, dell'Orcia, e per la liberazione di Siena. Poco dopo, fu trasferito per riorganizzarsi ed essere sbarcato sul fronte meridionale francese. Divenne noto per le cosiddette "marocchinate".

Militari marocchini inquadrati nell'esercito francese accampati nei pressi di Monte Cassino nel 1944

## Composizione
I componenti dei reparti nordafricani erano detti goumier poiché avvolti in barracani e vestiti in "bourms" (mantello di lana con cappuccio) e turbante e perché non erano organizzati in compagnie regolari, bensì in goums, ossia gruppi composti da una settantina di uomini, molto spesso legati tra loro da vincoli di parentela ed arruolati con un contratto. Infatti il termine goum, deriva dalla traslitterazione fonetica francese del termine arabo "qum", che indica una banda o uno squadrone. La caratteristica di queste truppe coloniali era l'eccellente addestramento nei combattimenti montani, dove riuscivano a muoversi in silenzio e con agilità. I goums erano al comando del generale francese Augustin Guillaume.

## Organici
Era composto da circa 120.000 unità, di cui il 60 % marocchini, algerini, tunisini e senegalesi; tra questi i goumier, marocchini di etnia berbera, nativi delle montagne dell'Atlante, che costituivano le truppe coloniali irregolari francesi appartenenti ai Goums Marocains, un reparto delle dimensioni approssimative di una divisione ma meno rigidamente organizzato, ed erano parte del C.E.F. insieme ad altre quattro divisioni:
- La Prima Divisione della Francia Libera (1re division française libre)
- La Seconda Divisione marocchina di Fanteria (DIM - 2e division d'infanterie marocaine, 13.895 uomini, di cui 6.578 europei e 7.317 indigeni);
- La Terza Divisione algerina di Fanteria (DIA - 3e division d'infanterie algerienne, con i suoi 16.840 uomini, tra i quali 6.354 bianchi e 6.835 indigeni);
- La Quarta Divisione di montagna Marocchina (DMM - 4e division d'infanterie marocaine de montagne, 19.252 uomini, di cui 6545 europei e 12.707 indigeni);
- Groupement de tabors marocains (Goumier), coloniali irregolari marocchini

## Le violenze sulla popolazione
I goumier si resero responsabili di molte atrocità sulla popolazione italiana con stupri e saccheggi.
(Andrea Cionci)